# Elaeodendron transvaalense
Elaeodendron transvaalense ist eine Pflanzenart in der Familie der Spindelbaumgewächse. Sie ist im südlichen Afrika von Angola, Sambia bis knapp ins nordöstliche Südafrika verbreitet.

## Beschreibung
Elaeodendron transvaalense wächst als kleiner, laubabwerfender bis meist immergrüner Strauch oder als Baum bis zu 9–18 Meter hoch. Die gräuliche bis bräunliche Borke ist leicht rau bis rissig und feinschuppig.
Die einfachen, kurz gestielten, ledrigen und kahlen, festen Laubblätter sind annähernd gegen- oder wechselständig oder erscheinen büschelig bis wirtelig. Der kurze Blattstiel ist bis 5–7 Millimeter lang. Die ganzrandigen bis mehr oder weniger gekerbten bis feingezähnten Blätter sind bis 4–8 Zentimeter lang und bis 1,5–2,5 Zentimeter breit. Sie sind eiförmig bis elliptisch oder verkehrt-eiförmig und an der Spitze abgerundet bis eingebuchtet oder rundspitzig bis spitz und teils feinstachelspitzig.
Es werden achselständige, gestielte und zymöse Blütenköpfe gebildet. Die sehr kleinen, schlank gestielten und zwittrigen, grünlich-weißlichen Blüten sind dreizählig. Die Kelchblätter sind 1,5 Millimeter lang und fast rundlich. Die 3–4 Petalen sind 3–4 Millimeter lang, ausladend und etwa verkehrt-eiförmig. Es sind 3 sehr kurze, ausgebogene Staubblätter vorhanden die auf, an dem fleischigen Diskus sitzen. Der oberständige und mehrkammerige Fruchtknoten mit minimalem Griffel ist im unteren Teil in den Diskus eingesenkt und mit diesem verwachsen.
Es werden rundliche, glatte bis 2 Zentimeter große, gelbe und zur Reife rötliche Steinfrüchte mit fester Schale gebildet. Der glatte Steinkern ist meist einsamig.

## Verwendung
Die Früchte sind essbar. Die tanninreiche Rinde wird wie die Blätter medizinisch verwendet, aus ihr kann ein Tee bereitet werden. Sie kann auch für die Gerberei verwendet werden.